# Cathédrale anglicane Saint-Paul de Victoria
Cette  cathédrale ne doit pas être confondue avec une autre cathédrale des Seychelles.
 D’autres cathédrales portent le nom de cathédrale Saint-Paul.
La cathédrale anglicane Saint-Paul de Victoria est la cathédrale anglicane de la ville, et capitale des Seychelles, Victoria. 

## Historique
Bâtie en 1859 et consacrée le 14 mai 1859 par le premier évêque de Maurice, Vincent Ryan, puis rebâtie en 2001 et consacrée le 25 avril 2004, elle est le plus vieil édifice religieux du pays, devant la cathédrale catholique, construite en 1874.
La cathédrale s'est agrandie au fil des ans avec la construction d'une nouvelle tour en 1910.